# Lonchophylla dekeyseri
Lonchophylla dekeyseri är en fladdermusart som beskrevs av Taddei et al. 1983. Lonchophylla dekeyseri ingår i släktet Lonchophylla och familjen bladnäsor. Inga underarter finns listade i Catalogue of Life.

## Utseende
Arten blir utan svans 48 till 63 mm långa, svanslängden är 6 till 8 mm och vikten ligger vid 10 g. Underarmarna är 34 till 38 mm långa, bakfötternas längd är cirka 11 mm och öronen är 12 till 16 mm stora. Pälsfärgen varierar mellan ljusbrun, en ljusare kanelbrun och gulbrun med en lite ljusare undersida. Huvudet kännetecknas av en långsträckt nos, väl utvecklade morrhår och utskott på läpparna som liknar vårtor. Lonchophylla dekeyseri har en brunaktig flygmembran utan mönster. Arten framtänder liknar en liten spade. På de övre hörntänderna förekommer en ränna på framsidan. Den diploida kromosomuppsättningen består av 28 kromosomer (2n=28).

## Utbredning och ekologi
Denna fladdermus har ett mindre utbredningsområde i centrala Brasilien nordöst om Brasilia. Den lever i skogstäckta regioner med kalkstensklippor och vilar i grottor. Ibland används tunnlar eller vägtrummor som gömställe.
Individerna är aktiva mellan skymningen och gryningen. De äter pollen och insekter samt i mindre mått frön och frukter. I flockarna är antalet honor alltid större än antalet hanar och därför antas att det bildas någon sort av harem. Ungarna föds under den torra perioden. Troligen bevakas ungarna i grottan av andra honor. Det hittades ingen flygande hona med sin unge på ryggen. Typiska födokällor är arter av rakborstträdssläktet, bauhiniasläktet och av släktet Lafoensia. Kolonierna har några hundra medlemmar. Ibland bildas blandade kolonier med Glossophaga soricina.

## Hot
Beståndet hotas av landskapsförändringar och av gruvdrift nära grottorna. Flera exemplar dör i samband med sjukdomar som rabies. Enligt uppskattningar finns 2500 vuxna individer kvar. De är fördelade på flera populationer. IUCN kategoriserar arten globalt som starkt hotad.